# كاثرين بريان
كاثرين بريان (بالإنجليزية: Katherine Bryan)‏ هي موسيقية بريطانية، ولدت في 1982 في سالزبوري في المملكة المتحدة.

## وصلات خارجية
- الموقع الرسمي
- كاثرين بريان على موقع ميوزك برينز (الإنجليزية)
- كاثرين بريان على موقع أول ميوزيك (الإنجليزية)
- كاثرين بريان على موقع ديسكوغز (الإنجليزية)